# Stationsplein (Rotterdam)
Het Stationsplein in Rotterdam is het plein voor station Rotterdam Centraal. Het Stationsplein wordt omsloten door het stationsgebouw aan de noordzijde, het Groothandelsgebouw aan de westzijde en de hoogbouw van Nationale-Nederlanden aan de oostzijde. Aan de zuidkant grenst het Stationsplein aan het Weena en gaat over in het Kruisplein.
Het is niet het eerste Stationsplein in Rotterdam. Ook het Station Rotterdam Delftsche Poort kende een Stationsplein.

## Nederlandse Spoorwegen
Het Stationsplein voor het toen gebouwde Centraal Station stamt uit 1957. Sinds 2006 werd gebouwd aan een nieuw Openbaar vervoer-knooppunt, waardoor het Stationsplein was veranderd in een bouwput. Het oude stationsgebouw werd in 2007 vervangen door een tijdelijk onderkomen westelijk van het oude gebouw.
In 2014 was het nieuwe Centraal Station gereed en werd het plein opnieuw ingericht.

## Metro
Onder het Stationsplein ligt sinds 1968 ook het metrostation 'Rotterdam Centraal'. Dit metrostation is het noordelijke eindpunt van Metrolijn D. In september 2009 werd het oude, donkere metrostation vervangen door een breder, ruimer en lichter metrostation. Een jaar later in 2010 kwam de metroverbinding met Den Haag Centraal tot stand. Vanaf december 2011 rijdt Lijn E door naar Slinge.

## Tram en bus
Een aantal tramlijnen doen het plein aan. Tot 2006 gold dat ook voor de een aantal stads en streekbuslijnen. 

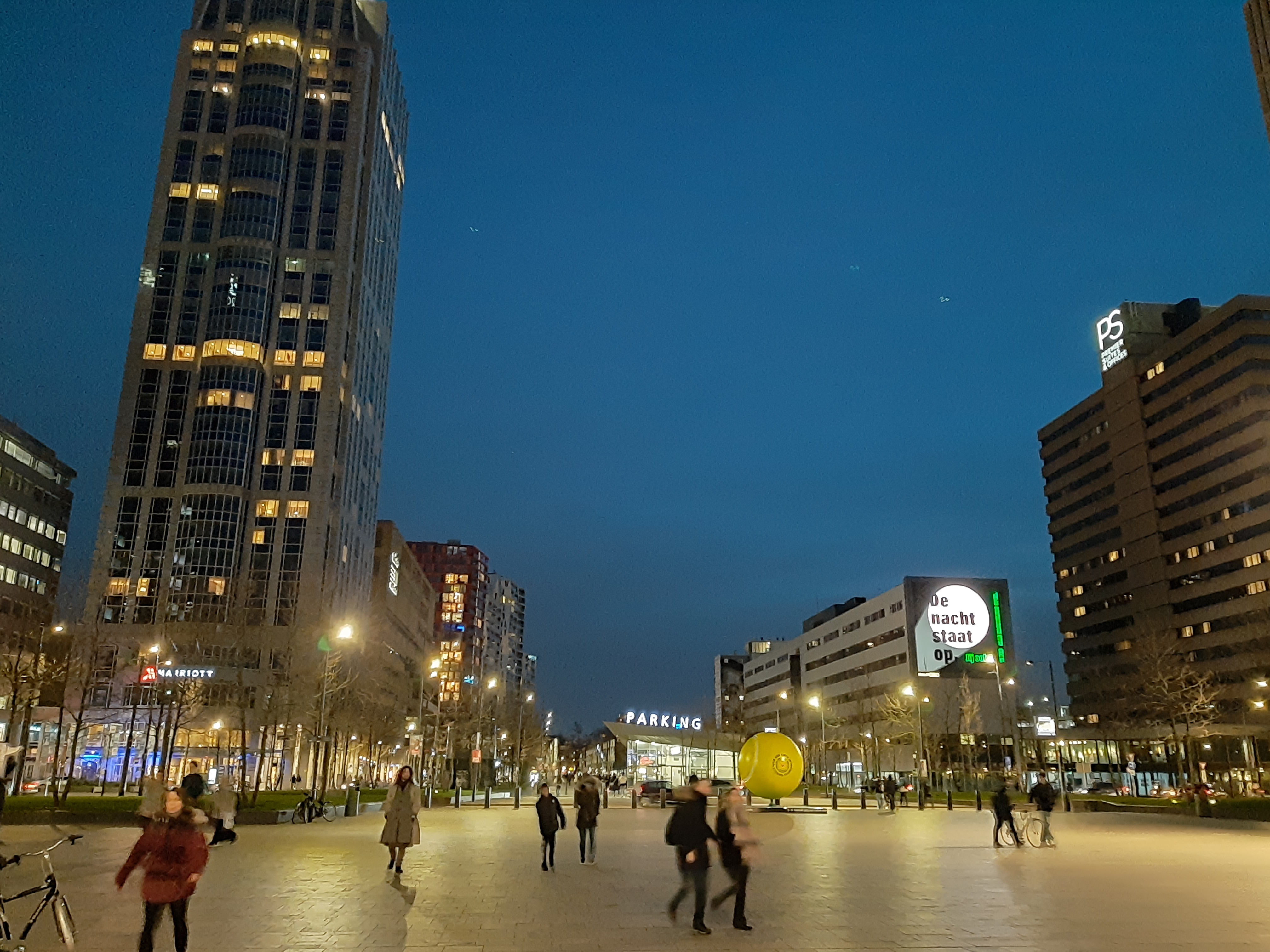
Het Stationsplein in Rotterdam met het station in de rug
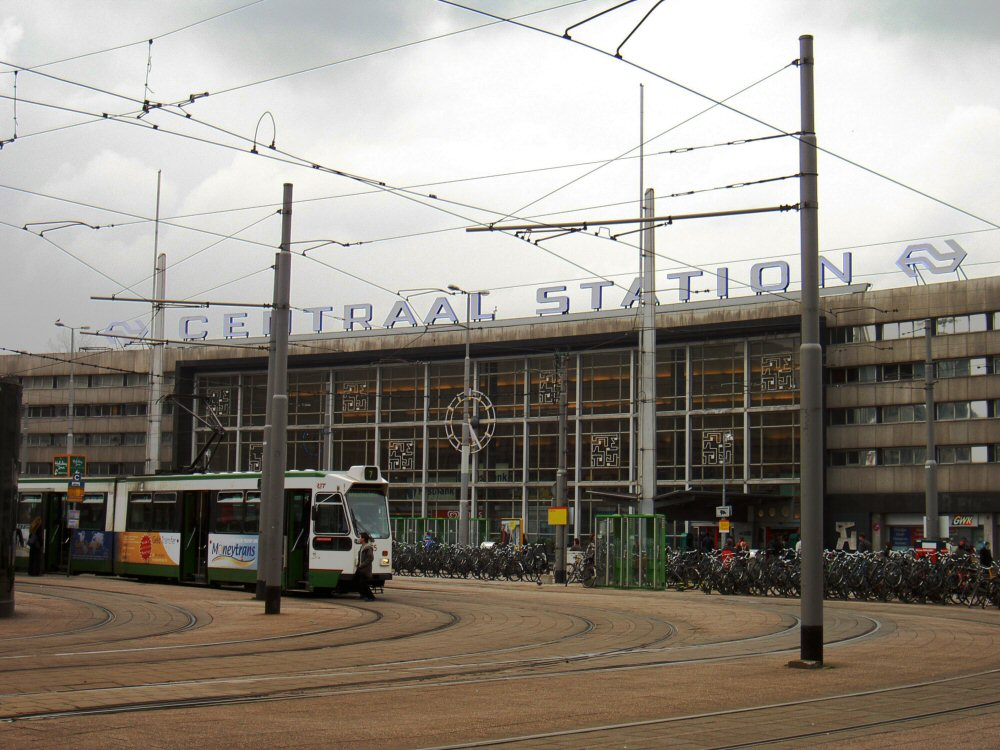
Stationsplein met het station uit 1957

Admiraal de Ruyterweg ·
Admiraliteitskade ·
Aert van Nesstraat ·
Baan ·
Batavierenstraat ·
Beukelsdijk ·
Beursplein ·
Beurstraverse ·
Binnenweg ·
Binnenwegplein ·
Binnenrotte ·
Blaak ·
Boezemweg ·
Boompjes ·
Bosland ·
Botersloot ·
Burgemeester van Walsumweg ·
Churchillplein ·
Coolsingel ·
Coolvest ·
Eendrachtsplein ·
Eendrachtsweg ·
Geldersekade ·
Goudsesingel ·
's-Gravendijkwal ·
Haagseveer ·
Henegouwerlaan ·
Hofdijk ·
Hofplein ·
Hoogstraat ·
Jonker Fransstraat ·
Karel Doormanstraat ·
Kipstraat ·
Kolk ·
Koningin Emmaplein ·
Korte Hoogstraat ·
Kruiskade ·
Kruisplein ·
Leuvehoofd ·
Lijnbaan ·
Lombardkade ·
Maasboulevard ·
Mariniersweg ·
Mathenesserlaan ·
Mauritsweg ·
Meent ·
Museumpark ·
Oostmolenwerf ·
Oostplein ·
Oude Binnenweg ·
Parkkade ·
Parklaan ·
Pim Fortuynplaats ·
Plein 1940 ·
Pompenburg ·
Rochussenstraat ·
Saftlevenstraat ·
Schiedamsedijk ·
Schiedamse Vest ·
Schouwburgplein ·
Spaansekade ·
Stadhuisplein ·
Stationsplein ·
Stroveer ·
Van Oldenbarneveltstraat ·
Vasteland ·
Veerkade ·
Weena ·
Westblaak ·
Westerkade ·
West-Kruiskade ·
Westersingel ·
Westplein ·
Willemskade ·
Willemsplein ·
Witte de Withstraat